# Samtalsanalys
Samtalsanalys (engelska: Conversation Analysis, CA) är en vetenskaplig metod som används för att studera samtal. Man intresserar sig för naturliga samtal som man spelar in och sedan transkriberar, skriver av, noggrant. Man tittar på samtalet så förutsättningslöst som möjligt och ser vad själva samtalet innehåller innan man börjar analysera, man ställer alltså inte upp någon hypotes i förväg. Samtalsanalys kom ur etnometodologin som Harold Garfinkel är upphovsman till. Forskare som ägnat sig åt samtalsanalys är bland andra Harvey Sacks, Emanuel Schegloff och Gail Jefferson som använde etnometodologins tankegångar i sina analyser av samtal. Samtalen som studeras kan både vara formella och informella. Turtagningsmönster, samtidigt tal, felsägningar, kommunikativa strategier är exempel på sådant man studerar inom samtalsanalys.